# Si amanece
Si amanece en una canción compuesta por el compositor Manuel Alejandro y Ana Magdalena en 1978 para el álbum De ahora en adelante de Rocío Jurado.

## Descripción
En el tema se describen distintos escenarios en el amanecer de una pareja, narrados desde la perspectiva de la mujer, con mensajes al amado según las circunstancias: Peticiones de olvidarla, si se ha marchado, besarla, sin llora o darse a la pasión si la encuentra despierta. La letra del tema con explícitas alusiones a las relaciones sexuales se ha contextualizado en una época en España - la Transición -, en la que la relajación de la censura permitió incursiones en un terreno - el de las relaciones íntimas - hasta el momento vedado en cualquier expresión artística, literaria o musical.

## Otras versiones
Grabada por la cantante mexicana Lucía Méndez en su álbum Álbum de madrugada (1979). La también mexicana Imelda Miller la interpretó para su LP Jilguero, canta jilguero (1980). Raphael realizó su propia versión, recogida en el álbum homenaje a Manuel Alejandro Toda una vida (1986).